# سوزان بارنت
سوزان بارنت (بالإنجليزية: Susan Barnett)‏ هي صحفية ومذيعة أخبار أمريكية، ولدت في 24 أكتوبر 1972 في لفيتاون ‏ في الولايات المتحدة.